# Скайлайн 2
«Скайла́йн 2» (англ. Beyond Skyline, «За обрієм») — американський гостросюжетний науково-фантастичний фільм жахів 2017 року, знятий режисером Лаямом О'Доннелом (англ. Liam O'Donnell), є продовженням фантастичного фільму «Скайлайн» 2010 року.
Під час нападу інопланетян група людей рятується і намагається покинути захоплене місто. Потрапивши на ворожий космічний корабель, вони зустрічають Ілейн та Джаррода, героїв «Скайлайну». Ілейн народжує там дитину, котра може стати ключем до перемоги над прибульцями. Дізнавшись про загрозу, інопланетяни починають переслідування дитини та її захисників.

## Сюжет
Поліцейський детектив Марк Корлі допомагає своєму синові, Тренту, вийти з в'язниці. Разом вони їдуть у метро, в цей час на поверхні починається інопланетне вторгнення. Прибульці з допомогою світла позбавляють людей тями та забирають на свої кораблі. Марк із групою вцілілих переховується в метро, проте вони одні за одними стають жертвами прибульців. Зрештою лишаються тільки Марк, Трент, машиніст Одрі, і сліпий бездомний, відомий лише як «Сержант». Коли вони вибираються з тунелів, військам США вдається збити один корабель, але він починає швидко відновлюватися. Та несподівано нападають нові сили прибульців і забирають втікачів на корабель.
Розшукуючи сина серед інших викрадених, Марк зустрічає героїв першого фільму — Ілейн та Джаррода, мозок котрого було пересаджено в інопланетний скафандр. Ілейн вагітна і на кораблі розвиток дитини прискорюється. Вона народжує дівчинку та помирає. Марк і Джаррод об'єднують зусилля, щоб знищити корабель знайденою вибухівкою. Марк стає свідком того як нападники забирають дітей для експериментів. Наближаються охоронці, тож Джаррод вступає з ними в бій, поки Марк шукає Одрі. Та Марк не встигає врятувати сина — його мозок видаляють і пересаджують у скафандр, перетворивши на безвільну бойову машину. «Сержант» ціною свого життя дає Марку, Одрі з дитиною час на втечу. Джаррод в бою з командиром корабля гине, але встигає саботувати його і судно падає в сільській місцевості в Лаосі.
Інопланетний корабель починає ремонт, втікачі знаходять в околицях місцевих жителів — Суа і його сестру Кан'ю, що тікають від поліції. Йдучи крізь джунглі, група виявляє, що дитина росте прискореними темпами. Суа і Кан'я приводять нових друзів до місцевого штабу Спротиву, розташованого в руїнах стародавнього храму. Там лікар і колишній контрабандист Гарпер оглядає дитину та виявляє, що кров дівчинки згубна для прибульців. Гарпер припускає, що іншопланетяни вже не вперше прилітають на Землю задля викрадення людей та поповнення ними своїх рядів. Та з часом люди еволюціонували і тепер деякі мають імунітет до контролю. Використовуючи кров дитини і захоплені ворожі технології, Гарпер розробляє сироватку, здатну звільнити перетворених на іншопланетних солдатів людей від задурманювання. Хоча Суа наполягає на вбивстві всіх біомеханічних солдатів, Марк переконує Суа дозволити йому врятувати Трента.
Патрулюючи місцевість навколо штабу, Кан'я стикається з крокуючою машиною прибульців. Вона заманює її на мінне поле, при цьому гине сама. Вибух привертає увагу ворожих кораблів, що злітаються до руїн. Обороняючи штаб, кілька членів Спротиву, в тому числі Гарпер, гинуть. Марк пробирається на корабель інопланетян, де застосовує сироватку Гарпера. Вона звільняє поневолених солдатів, змінюючи синє світіння чужинський технологій на червоне. Лідер прибульців і його воїни атакують штаб, шукаючи дитину. Трент, керуючи інопланетною машиною, долає ворожого ватажка. Дівчина торкається ворожої гармати, яку підбирає Трент і створює згусток червоного світла, котрий отямлює солдатів навколо. Марк приймає, що його син живий, хоча і в іншому тілі. Одрі називає доньку Роуз на честь дружини Марка. Разом вони вирушають звільнити решту планети.
Десять років по тому Роуз, тепер доросла, з Трентом запускають у космос трофейний корабель інопланетян. Вони ведуть флот до Місяця, де зустрічають флагман прибульців та готуються до наступної битви.

## У ролях
| Актор           | Роль                   |
| --------------- | ---------------------- |
| Френк Ґрілло    | Марк Корлі детектив    |
| Бояна Новакович | Одрі                   |
| Іко Ювайс       | Суа лідер Спротиву     |
| Каллан Мелвей   | Гарпер лікар Спротиву  |
| Яян Рух'ян      | Шеф лідер поліції      |
| Бетті Габріель  | Сандра Джоунс          |
| Антоніо Фаргас  | Сардж сліпий бездомний |
| Памелін Ші      | Кан'я сестра Суа       |
| Джонні Вестон   | Трент син Марка        |